# Petits livres de notes d'Anna Magdalena Bach

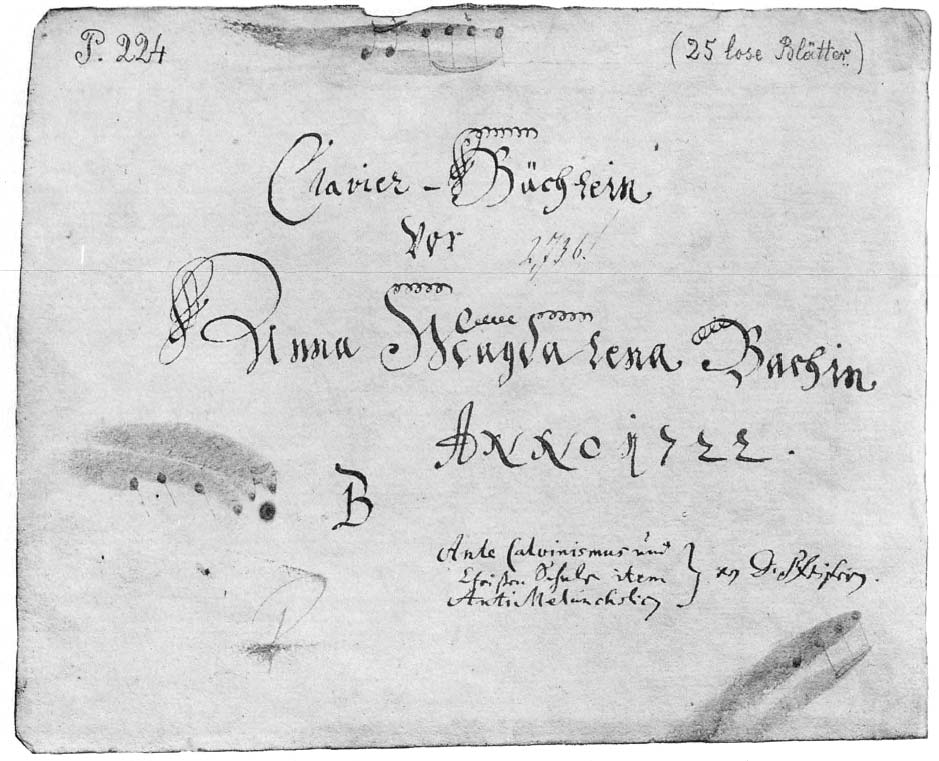
Clavier-Büchlein vor Anna Magdalena Bach in ANNO 1722

Les Petits livres de notes d'Anna Magdalena Bach (en allemand Notenbüchlein für Anna Magdalena Bach) sont des cahiers de musique (Klavierbüchlein) rédigés par Johann Sebastian Bach (Jean-Sébastien Bach) et des membres de sa famille. 

## Historique
Le premier cahier commencé à Cöthen en 1720 est rédigé à l'intention de son fils aîné Wilhelm Friedemann Bach et comporte les versions originales des Inventions, Sinfonia(s) et quelques préludes du Clavier bien tempéré. Les deux suivants, 1722 et 1725, sont dédiés à Anna Magdalena Bach, sa deuxième épouse, née Wilcke, et comportent des suites de clavecin et des pièces très faciles à l'usage des débutants au clavier. On y trouve aussi des chansons et des chorals.

## Les cahiers pour Anna Magdalena

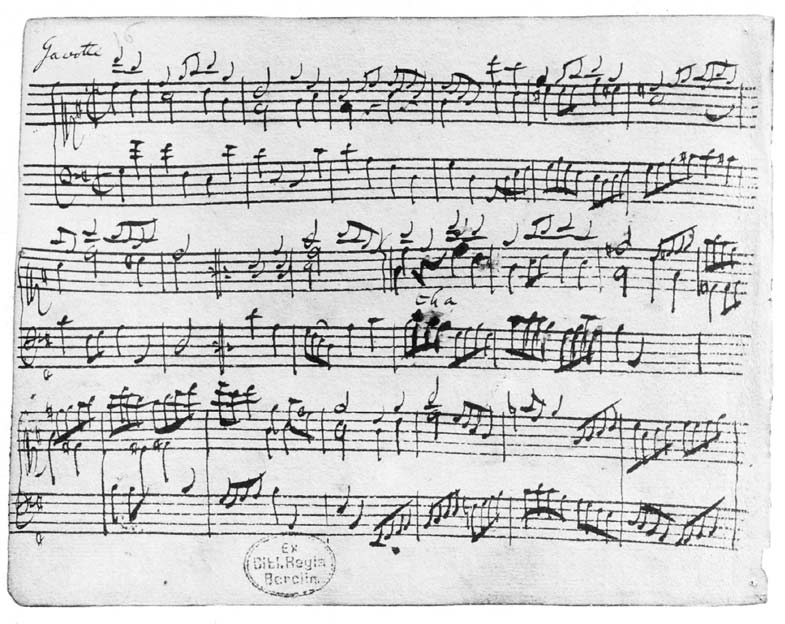
Manuscrit de la Gavotte, cinquième Suite française, premier cahier.

Le premier cahier de musique pour Anna Magdalena Bach a été commencé en 1722 ; ce manuscrit original qui contient principalement les cinq premières Suites françaises pour clavecin, est aujourd'hui très incomplet. 
Le deuxième cahier nous est parvenu à peu près complet. Il s'agit d'un manuscrit autographe daté de 1725 comprenant 67 feuillets reliés, avec une couverture sur laquelle les trois majuscules A M B et la date 1725 sont écrites en lettres d'or.
Cadeau à Anna Magdalena de son époux Jean-Sébastien, ce petit livre deviendra vite un album familial. Si les premières pages comportent la Partita III en la mineur (BWV 827) de la main du compositeur, leurs fils (Johann Christian, Carl Philipp Emanuel, Gottfried Heinrich) l'utilisent également pour leurs essais de composition. Ce livre semble donc être un des livres de musique de la famille, à l'image de l'enseignement qu'Anna Magdalena et les enfants ont reçu de Johann Sebastian, avec notamment, à la fin du cahier des règles de réalisation de la basse chiffrée.
Pour autant, ce livre est aussi ouvert aux compositeurs de l'époque, avec des copies d'œuvres attribuées à Petzold  (Menuets en sol majeur BWV Anh. 114 et sol mineur BWV Anh. 115), à Gottfried Heinrich Stölzel et à François Couperin (Rondeau "Les Bergeries" (BWV Anh. 183) du 6e Ordre, Second Livre). D'autres compositions sont d'auteurs inconnus ou d'attribution douteuse. 
On y trouve des partitions pour clavier (principalement des menuets, marches et polonaises) mais aussi des chants (notamment un chant nuptial écrit de la main d'Anna Magdalena) et un poème (Erbauliche Gedanken eines Tabakrauchers) d'un auteur inconnu.
Ce livre constitue aujourd'hui un excellent répertoire pour l'apprentissage du piano ou du clavecin.

## Contenu détaillé du cahier de 1725
1. BWV 827 Partita n°3 en la mineur de J. S. Bach #1
2. BWV 830 Partita n°6 en mi mineur de J. S. Bach #2
3. BWV Anh. 113 Menuet, en fa majeur, pour clavier, anonyme #3
4. BWV Anh. 114 Menuet, en sol majeur, pour clavier, anonyme, attribué à Christian Petzold #4
5. BWV Anh. 115 Menuet, en sol mineur, pour clavier, anonyme, attribué à Christian Petzold #5
6. BWV Anh. 183 Rondeau, en si bémol majeur, pour clavier, anonyme (en fait, Les Bergeries, du 6e Ordre de François Couperin) #6
7. BWV Anh. 116 Menuet, en sol majeur, pour clavier, anonyme #7
8. BWV Anh. 117a Polonaise, en fa majeur, pour clavier, anonyme #8a
9. BWV Anh. 117b Polonaise (variante), en fa majeur, pour clavier, anonyme #8b
10. BWV Anh. 118 Menuet, en si bémol majeur, pour clavier, anonyme # 9
11. BWV Anh. 119 Polonaise, en sol mineur, pour clavier, anonyme #10
12. BWV 691 Choral en la mineur Wer nur den lieben Gott läßt walten, J. S. Bach #11
13. BWV 510 Choral en fa majeur Gib dich zufrieden und sei stille, basse de J. S. Bach #12
14. BWV 511 Choral en sol mineur Gib dich zufrieden und sei stille, basse de J. S. Bach #13a
15. BWV 512 Choral en mi mineur Gib dich zufrieden und sei stille, basse de J. S. Bach #13b
16. BWV Anh. 120 Menuet, en la mineur, pour clavier, anonyme #14
17. BWV Anh. 121 Menuet, en do mineur, pour clavier, anonyme #15
18. BWV Anh. 122 Marche, en ré majeur, pour clavier, anonyme, attribuée à C. Ph. E. Bach #16
19. BWV Anh. 123 Polonaise, en sol mineur, pour clavier, anonyme, attribuée à C. Ph. E. Bach #17
20. BWV Anh. 124 Marche, en sol majeur, pour clavier, anonyme, attribuée à C. Ph. E. Bach #18
21. BWV Anh. 125 Polonaise, en sol mineur, pour clavier, anonyme, attribuée à C. Ph. E. Bach #19
22. BWV 515 Aria So oft ich meine Tobackspfeife (chanson de la pipe à tabac), en ré mineur, anonyme #20a
23. BWV 515a Aria en sol mineur (la même transposée par Anna Magdalena en 1734) #20b
24. Texte complet de l’aria, Erbauliche Gedanken eines Tabakrauchers (Gratitude édifiante d’un fumeur), anonyme #20c
25. BWV -  Menuet fait par Mons. Böhm, en sol majeur, pour clavier, attribué à Georg Böhm #21
26. BWV Anh. 126 Musette, en ré majeur, pour clavier, anonyme, attribuée à G. Ph. Telemann #22
27. BWV Anh. 127 Marche, en mi bémol majeur, pour clavier, anonyme #23
28. BWV Anh. 128  (Polonaise) , en ré mineur, pour clavier, anonyme #24
29. BWV 508 Aria Bist du bei mir, en mi bémol majeur, pour voix et basse continue, anonyme, de Gottfried Heinrich Stölzel #25
30. BWV 988 (Aria ou sarabande), en sol majeur, pour clavier, utilisée par J. S. Bach comme thème des "Variations Goldberg" #26
31. BWV Anh. 129 Solo per il cembalo, en mi bémol majeur, pour clavier, de C. Ph. E. Bach #27.
32. BWV Anh. 130 Polonaise, en sol majeur, pour clavier, anonyme, attribuée à Johann Adolph Hasse #28
33. BWV 846 Preludio, en do majeur, du Clavier bien tempéré, livre I, (les mes. 16-20 manquent) #29
34. BWV 812 Suite 1 pour le Clavecin par J. S. Bach (Suite française n°1 en ré mineur) #30
35. BWV 813 Suite 2 pour le Clavecin faite par J. S. Bach (Suite française n°2 en do mineur), incomplète #31
36. BWV Anh. 131 Pièce sans titre, en fa majeur, pour clavier, anonyme #32
37. BWV 516 Aria Warum betrübst du dich, en fa mineur, anonyme #33
38. BWV 82 Récitatif Ich habe genug!  et aria Schlummert ein, ihr matten Augen, pour voix et basse continue, extraits de la cantate Ich habe genug!  #34
39. BWV 514 Choral Schaff's mit mir, Gott, en do majeur, basse de J. S. Bach #35
40. BWV Anh. 132 Menuet, en ré mineur, pour clavier, anonyme #36
41. BWV 518 Aria di Giovannini (Wilst du dein Herz mir schenken), en mi bémol majeur, pour voix et basse continue, anonyme #37
42. BWV 299 Choral Dir, dir Jehova, will ich singen, en si bémol majeur, version pour chœur à 4 voix, harmonisation de J. S. Bach #38a
43. BWV 299 Le même, version pour solo et basse #38b
44. BWV 517 Choral Wie wohl ist mir, o Freund der Seelen, en fa majeur, anonyme #39
45. BWV 509 Aria Gedenke doch, mein Geist, zurücke, en mi bémol majeur, pour soprano et basse continue, anonyme #40
46. BWV 513 Choral O Ewigkeit, du Donnerwort, en fa majeur, basse de J. S. Bach # 41

- Poème de noces Ihr Diener, werthe Jungfer Braut, anonyme
- Einige höchst nöthige Regeln vom General Basso di J. S. B.  (Quelques règles importantes concernant la basse continue par J. S. B.).